# Tube à voûte

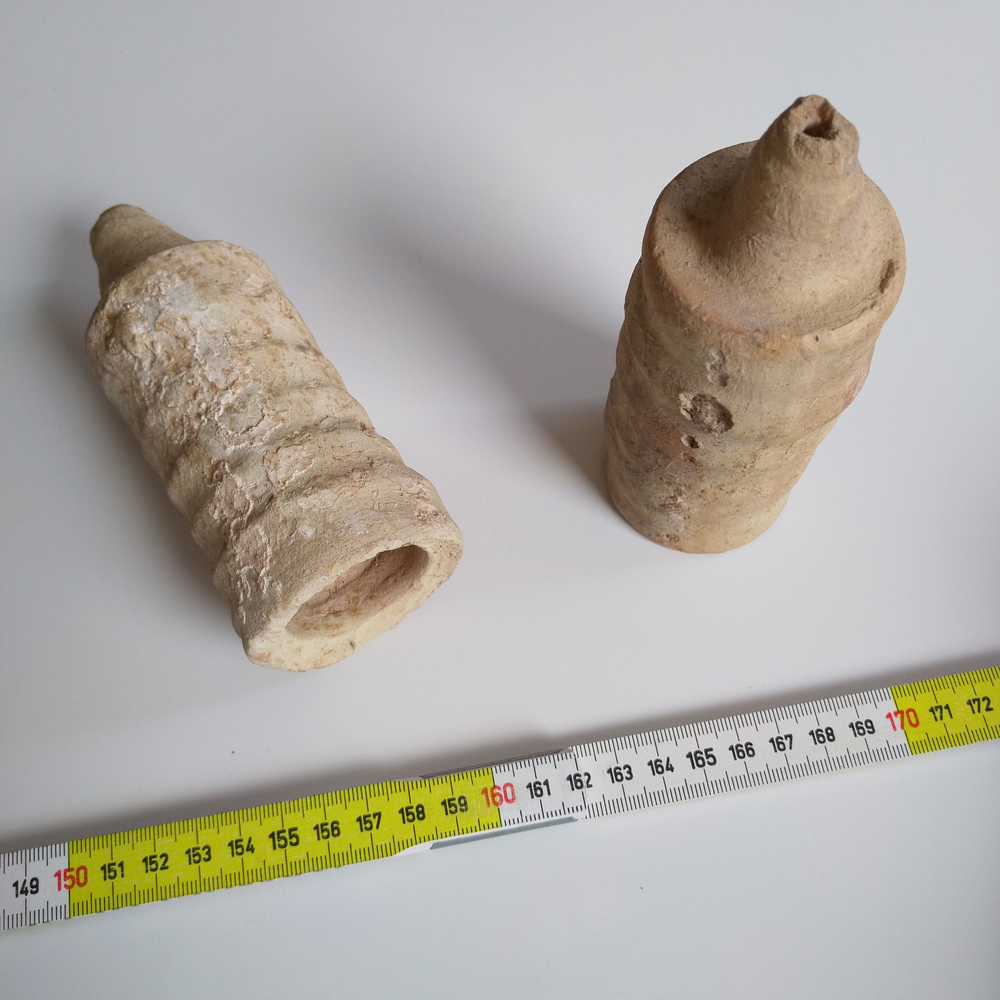
Tubes à voûte.

Un tube à voûte ou fusée céramique ou, tubulus de voûte,, est un élément cylindrique de terre cuite inséré, en piles plus moins longues et souvent courbées, dans le béton en cours de mise en œuvre, leurs vides cumulés réduisant la densité de l'élément architectural. 
L'emploi de tubes à voûte est une technique consistant à insérer des éléments cylindriques creux dans le béton afin d'alléger la construction, principalement dans le cas de dômes et de voûtes de bâtiments. C'est le cas du dôme de la basilique de San Vitale à Ravenne.
Ces éléments de céramique en forme de bouteille sans fond sont des éléments de construction qui servent, une fois emboîtés et liés au plâtre ou au mortier, à réaliser des arceaux qui sont plaqués l'un contre l'autre pour forment le coffrage de voûtes (voûtes en berceau, de voûtes d'arête ou de formes plus compliquées encore), pour des canalisations, des plafonds, etc.

Schéma de tubuli de voûte isolés et assemblés

Lors des fouilles archéologiques, habituellement, seuls quelques exemplaires isolés de ces tubuli de voûte sont trouvés.
Le tube à voûte en terre cuite a pour avantage d'être une des formes les plus faciles à réaliser pour un fabricant d'objet en terre cuite : un simple cylindre avec une gorge conique. De plus, leur forme, à l'allure d'une bouteille sans fond, permet de les insérer les uns dans les autres afin de créer une succession de tubes adaptée à la longueur du profil, la forme conique de la gorge permettant des angles relativement variables entre tubes successifs et de suivre ainsi la plupart des courbes d'arc.
Parfois, des amphores sont utilisées dans le même but.